# Manuel Andrada
Manuel Andrada fue un jugador de polo argentino ganador de la medalla de oro en los Juegos Olímpicos de Berlín 1936. 
Una de las copas que organiza la Asociación de Polo se denomina Manuel Andrada en su memoria. Se lo considera integrante de un trío de polistas, con Juan Cavanagh y Heriberto Duggan, que debieron tener 10 de hándicap y no les fue adjudicado.

## La medalla de oro de 1936

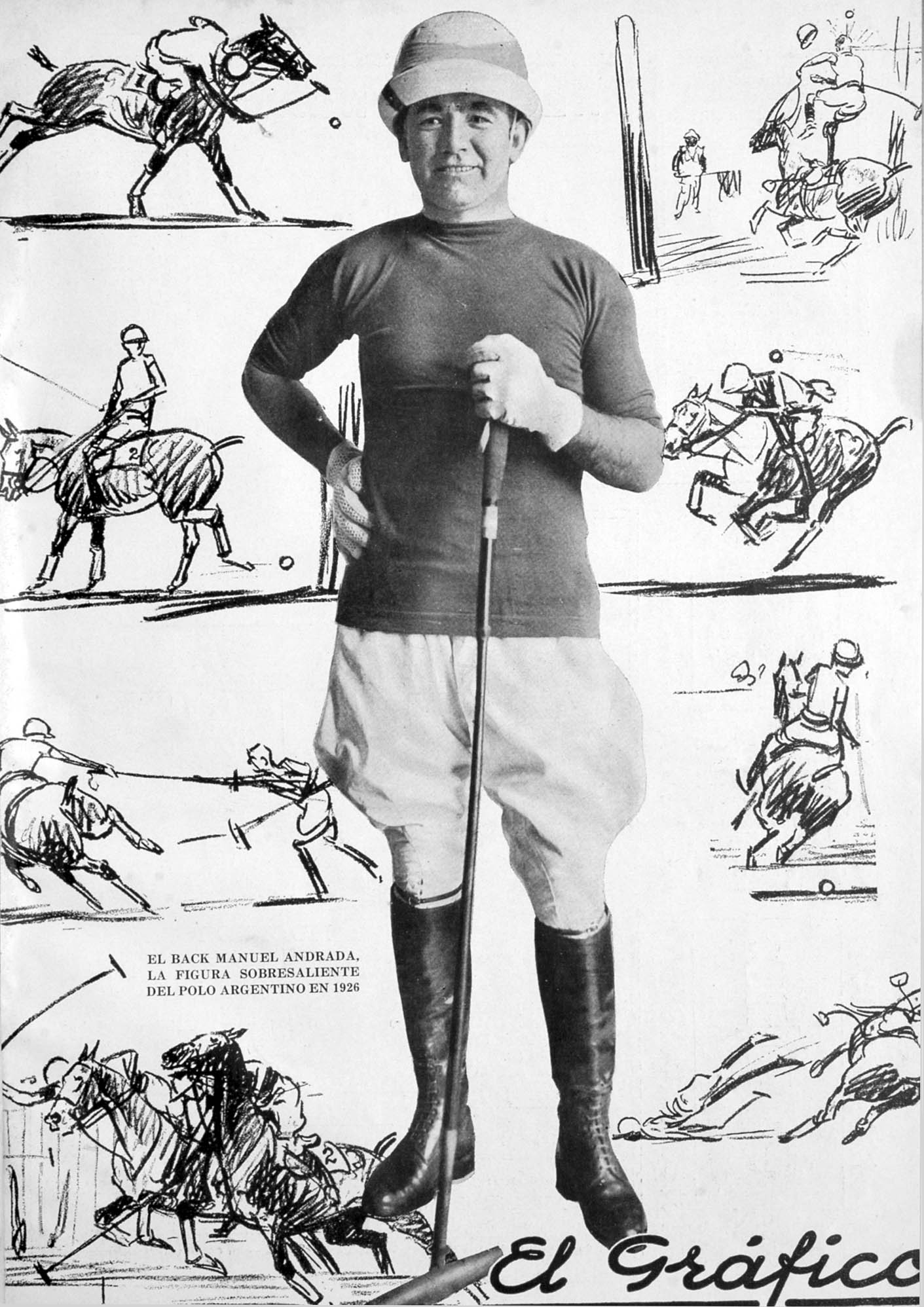
Andrada en 1926

Manuel Andrada integró el equipo de polo argentino que se presentó en los Juegos Olímpicos de Berlín 1936, junto a Andrés Gazzotti, Roberto Cavanagh y Luis Duggan, como titulares y como suplentes Juan Nelson, Diego Cavanagh y Enrique Alberdi.
Argentina ya había ganado una medalla de oro en polo en los Juegos Olímpicos de París 1924. En Berlín solo se presentaron cinco equipos (Alemania, Argentina, Gran Bretaña, Hungría y México); Estados Unidos, por su lado, una de las potencias del polo, no envió equipo. 
Se formaron dos grupos: Argentina, Gran Bretaña y México jugaron entre sí para definir los dos equipos que jugarían la final; Hungría y Alemania, por su lado, jugaron entre sí, para definir cual de los dos disputaría la medalla de bronce con el equipo del grupo A que no alcanzara la final.
En la primera ronda, Argentina le ganó a México 15:5, que también fue vencido por Gran Bretaña 13:11. Los dos ganadores debían jugar la final entre sí, en tanto que México jugaría por la medalla de bronce contra Hungría, que finalmente superó a Alemania.
El partido final entre Argentina-Gran Bretaña se jugó el 8 de agosto. Argentina impuso una superioriad total ganando 11:0 (1:0;1:0;2:0;0:0;4:0;1:0;2:0). A partir de este partido, el polo no volvería a integrar el programa oficial de los Juegos Olímpicos.